# 门廊圣母堂 (那不勒斯)

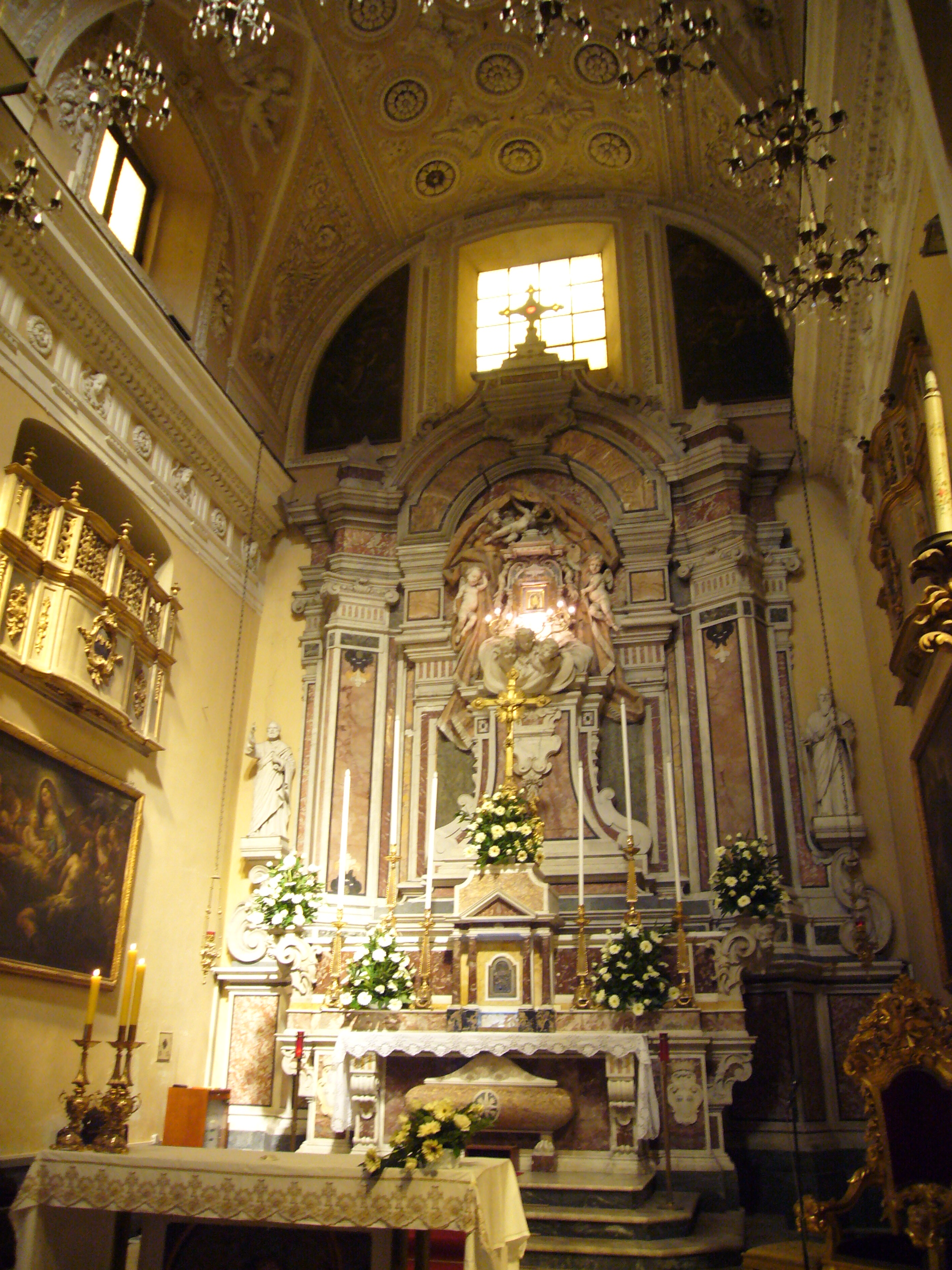
祭台

门廊圣母堂（Chiesa di Santa Maria in Portico）是一座罗马天主教教堂，巴洛克建筑，位于意大利那不勒斯市中心，同名街道的尽头，紧邻基艾亚滨海路。
最初的建筑师是尼古拉·隆戈（1632年），而立面是由Arcangelo Guglielmelli完成，混合了矫饰主义和巴洛克风格，使用了大小不等的柱子、壁柱甚至方尖碑，体现典型的那不勒斯的吸引力。
内部拥有丰富的艺术品，包括乔瓦尼·巴蒂斯塔 Benaschi的壁画，和多梅尼科·安东尼奥·瓦卡罗的室内建筑雕塑，Fabrizio Santafede的《圣母领报》，以及Paolo de Matteis的《圣母升天》。